# Kaila Kuhn
Kaila Kuhn (ur. 8 kwietnia 2003) – amerykańska narciarka dowolna specjalizująca się w skokach akrobatycznych, olimpijka z Pekinu 2022, dwukrotna mistrzyni świata, wicemistrzyni świata juniorów.

## Udział w zawodach międzynarodowych
| Impreza                     | Rok  | Gospodarz            | Konkurencja   | Miejsce |                      |      |       |               |    |
| --------------------------- | ---- | -------------------- | ------------- | ------- | -------------------- | ---- | ----- | ------------- | -- |
| Impreza                     | Rok  | Gospodarz            | Konkurencja   | Miejsce | Igrzyska olimpijskie | 2022 | Pekin | indywidualnie | 8. |
| Mistrzostwa świata          | 2019 | Deer Valley          | indywidualnie | 13.     |                      |      |       |               |    |
| Mistrzostwa świata juniorów | 2019 | Chiesa in Valmalenco | indywidualnie | 4.      |                      |      |       |               |    |
| Mistrzostwa świata juniorów | 2022 | Chiesa in Valmalenco | indywidualnie | 02 !    |                      |      |       |               |    |
| Mistrzostwa świata          | 2023 | Bakuriani            | indywidualnie | 5       |                      |      |       |               |    |
| Mistrzostwa świata          | 2025 | Engadyna             | drużynowo     | 01 !    |                      |      |       |               |    |
| Mistrzostwa świata          | 2025 | Engadyna             | indywidyalnie | 01 !    |                      |      |       |               |    |